# Gauliga Hessen-Nassau
Die Gauliga Hessen-Nassau (offiziell: „Bereichsklasse Hessen-Nassau“) war eine der höchsten Spielklassen im deutschen Fußball in der Zeit des Nationalsozialismus. Sie entstand 1941 als einer der drei Nachfolger der Gauligen Hessen und Südwest.
Im Jahr 1933 waren die obersten Spielklassen im Deutschen Reich neu gegliedert worden, es wurden 16 Gauligen eingerichtet, darunter die Gauligen Südwest und Hessen. In ihnen wurde jeweils einer der Teilnehmer an der Endrunde zur deutschen Meisterschaft ausgespielt. Nach Kriegsbeginn wurden einige Gauligen aufgrund der sich immer schwieriger zu organisierenden Auswärtsfahrten bzw. von Reisebeschränkungen aufgeteilt. Aus den Gauligen Südwest und Hessen entstanden 1941 die Gauliga Westmark und die Gauliga Kurhessen, aus der Staffel Mainhessen der Gauliga Südwest mit dem südlichen Teil der Gauliga Hessen wurde die Gauliga Hessen-Nassau gebildet.

## Geschichte
In der ersten Spielzeit traten insgesamt 13 Mannschaften in zwei Staffeln an, um in abschließenden Entscheidungsspielen zwischen den Staffelsiegern den Endrundenteilnehmer auszuspielen. Ab 1942 wurde die Spielklasse eingleisig mit zehn Vereinen geführt. Die Liga wurde von Kickers Offenbach dominiert. In der ersten Spielzeit konnte der Klub das Halbfinale der deutschen Meisterschaft erreichen. Dort unterlag der OFC dem späteren Meister FC Schalke 04 und musste sich nach einer weiteren Niederlage gegen Blau-Weiß 90 Berlin mit dem vierten Platz begnügen. In der folgenden Saison scheiterten die Kickers im Achtelfinale am TSV 1860 München und in der letzten zu Ende gespielten Saison bereits in der ersten Runde am FC Mülhausen 93.
Zur Saison 1944/45 war eine Art Pokalrunde geplant, für die sämtliche noch bestehenden Mannschaften (etwa 50) in neun Staffeln eingeteilt wurden. Eintracht und FSV Frankfurt bildeten in der Staffel 3 eine Kriegsspielgemeinschaft, ebenso der VfL Rödelheim mit Rot-Weiß Frankfurt. Spiele und Ergebnisse sind allerdings nur vereinzelt bekannt, ein Meister wurde nicht mehr ausgespielt.

## Gaumeister 1942–1944
| Saison  | Gaumeister Hessen-Nassau  | Abschneiden deutsche Meisterschaft | Deutscher Meister         |
| ------- | ------------------------- | ---------------------------------- | ------------------------- |
| 1941/42 | Offenbacher FC Kickers    | Vierter                            | FC Schalke 04             |
| 1942/43 | Offenbacher FC Kickers    | Achtelfinale                       | Dresdner SC               |
| 1943/44 | Offenbacher FC Kickers    | 1. Runde                           | Dresdner SC               |
| 1944/45 | kriegsbedingt abgebrochen | kriegsbedingt abgebrochen          | kriegsbedingt abgebrochen |

## Ewige Tabelle
Berücksichtigt sind alle Gruppenspiele der Gauliga Hessen-Nassau zwischen den Spielzeiten 1941/42 und 1943/44. Die Tabelle richtet sich nach der damals üblichen Zweipunkteregel.
| Pl. | Verein                   | Jahre | Sp. | S  | U  | N  | T+  | T-  | Diff. | Punkte | Ø-Pkt. | Titel | Spielzeiten nach Kalenderjahren |
| --- | ------------------------ | ----- | --- | -- | -- | -- | --- | --- | ----- | ------ | ------ | ----- | ------------------------------- |
| 1.  | Offenbacher FC Kickers   | 3     | 48  | 39 | 6  | 3  | 194 | 53  | +141  | 84:12  | 1,75   | 3     | 1941–44                         |
| 2.  | FSV Frankfurt            | 3     | 48  | 29 | 10 | 9  | 177 | 84  | +93   | 68:28  | 1,42   | -     | 1941–44                         |
| 3.  | RTuSV Rot-Weiß Frankfurt | 3     | 46  | 24 | 9  | 13 | 110 | 95  | +15   | 57:35  | 1,24   | -     | 1941–44                         |
| 4.  | 1. FC Hanau 93           | 3     | 48  | 25 | 7  | 16 | 148 | 89  | +59   | 57:39  | 1,19   | -     | 1941–44                         |
| 5.  | SG Eintracht Frankfurt   | 3     | 48  | 23 | 10 | 15 | 132 | 91  | +41   | 56:40  | 1,17   | -     | 1941–44                         |
| 6.  | SpVgg Neu-Isenburg       | 2     | 36  | 16 | 7  | 13 | 63  | 84  | −21   | 39:33  | 1,08   | -     | 1942–44                         |
| 7.  | FC Union Niederrad       | 3     | 46  | 8  | 13 | 25 | 78  | 137 | −59   | 29:63  | 0,63   | -     | 1941–44                         |
| 8.  | SC Opel Rüsselsheim      | 2     | 36  | 10 | 5  | 21 | 57  | 81  | −24   | 25:47  | 0,69   | -     | 1942–44                         |
| 9.  | SV Darmstadt 98          | 2     | 28  | 11 | 1  | 16 | 67  | 93  | −26   | 23:33  | 0,82   | -     | 1941–43                         |
| 10. | RTuSV Wormatia Worms     | 2     | 27  | 8  | 2  | 17 | 49  | 76  | −27   | 18:36  | 0,67   | -     | 1941–43                         |
| 11. | VfL Rödelheim            | 1     | 18  | 5  | 3  | 10 | 30  | 51  | −21   | 13:23  | 0,72   | -     | 1943/44                         |
| 12. | VfB 1900 Offenbach       | 1     | 18  | 3  | 5  | 10 | 23  | 42  | −19   | 11:25  | 0,61   | -     | 1943/44                         |
| 13. | Kampf-SG Wiesbaden       | 1     | 12  | 4  | 1  | 7  | 21  | 30  | −9    | 9:15   | 0,75   | -     | 1941/42                         |
| 14. | TSV 1860 Hanau           | 1     | 12  | 2  | 1  | 9  | 10  | 45  | −35   | 5:19   | 0,42   | -     | 1941/42                         |
| 15. | VfB 06 Großauheim        | 1     | 10  | 1  | 1  | 8  | 17  | 49  | −32   | 3:17   | 0,3    | -     | 1941/42                         |
| 16. | SV 05 Wetzlar            | 1     | 12  | 1  | 1  | 10 | 11  | 57  | −46   | 3:21   | 0,25   | -     | 1941/42                         |
| 17. | BSG Dunlop SV Hanau      | 1     | 9   | 1  | 0  | 8  | 15  | 45  | −30   | 2:16   | 0,22   | -     | 1941/42                         |